# Brian Skyrms
Brian Skyrms (nacido en 1938) es un profesor de lógica, filosofía de la ciencia y economía de la Universidad de California, Irvine y con frecuencia visitante también del departamento de filosofía de la Universidad de Stanford. Ha trabajado en problemas de filosofía de la ciencia, causación, teoría de la decisión, teoría de juegos y fundamentos de probabilidad. Recientemente ha centrado su atención en la evolución de las normas sociales empleando la teoría evolutiva de juegos. Sus dos últimos libros Evolution of the Social Contract (Evolución del contrato social) y The Stag Hunt (La caza del ciervo) versan sobre este asunto. En ambos libros emplea argumentos y ejemplos de la teoría evolutiva de juegos para hablar de temas de interés para la filosofía política, la filosofía de las ciencias sociales, la filosofía del lenguaje y la filosofía de la biología.
Skyrms es uno de los dos filósofos miembros de la Academia Nacional de Ciencias de Estados Unidos. 